# 雲安軍
云安军，中国宋朝的行政区划——军。
北宋开宝六年（973年），以夔州云安县为云安军，南宋建炎三年（1129年），为军使，属于夔州路，治所在云安县（今重庆市云阳县），下辖云安县、云安监。北宋元丰年间，一万一千七十五户，口八千七百三十八口。贡绢。元朝至元二十年（1283年）省云安县入军，军改为云阳州。明朝洪武六年（1373年）十二月，云阳州降为云阳县。